# Don Osvaldo
Don Osvaldo es una banda de Rock Barrial formada en noviembre de 2010 tras la disolución de Callejeros, el 12 de noviembre de ese mismo año, liderada por Patricio Santos Fontanet. La banda fue primeramente llamada Casi Justicia Social, conocida también como CJS (por sus iniciales, que abreviaban el nombre del grupo Callejeros). Sin embargo, el 29 de septiembre de 2014, se anunció que el grupo musical cambiaría su nombre al actual de Don Osvaldo en homenaje a Osvaldo Pugliese.

## Historia

### Formación
A finales de 2010, tras la disolución de Callejeros debido a problemas internos en el grupo, que surgieron después de los trágicos eventos ocurridos en la discoteca República Cromañón y las posteriores implicaciones legales y tensiones con los familiares de las víctimas, Patricio Santos Fontanet anunció la formación de Casi Justicia Social. Este nuevo proyecto incluyó a algunos excompañeros de Callejeros. El grupo finalmente se conformó con Christián Torrejón en el bajo (uno de los fundadores de Callejeros), Álvaro "Pedi" Puentes en la guitarra (quien había ocupado el lugar de Maxi Djerfy desde su partida de Callejeros en 2008), Luis "Lulú" Lamas en la batería (sustituyendo a Eduardo Vázquez después de su salida de Callejeros en febrero de 2010), y Abel "Crispín" Pedrello en la guitarra (quien reemplazó a Elio Delgado después de su salida de Callejeros en junio de 2010). La nueva banda adoptó las iniciales CJS, que eran emblemáticas de Callejeros.

### 2010-2012: Casi Justicia Social
Tras su renovada formación, Casi Justicia Social presentó una serie de conciertos en distintos puntos de Argentina, interpretando canciones de Callejeros y sus propias demos, como "O no," "Suerte," "Acordate," y "Tanto de todo." La nueva banda debutó el 30 de noviembre de 2010 en el Club Banda Norte de Río Cuarto, Córdoba, ante una audiencia de 800 personas, seguido de dos actuaciones en la capital cordobesa los días 1 y 2 de diciembre.
Durante todo el año 2011, el grupo emprendió una gira que los llevó a presentarse en todo el país. Además, grabaron nuevamente las canciones estrenadas en el año anterior en formato de demo.
El 10 de febrero de 2012, se presentaron en el festival de Cosquín Rock ante una audiencia de aproximadamente 40,000 personas, interpretando una lista de 20 temas. En marzo, realizaron una gira por Cuyo, programada para Mendoza, San Luis y San Juan. Sin embargo, debido a problemas relacionados con la Vendimia, la gira musical se pospuso una semana más tarde, durante la cual agotaron las entradas en las tres provincias. Más tarde se presentaron en Mendoza, convocando a alrededor de 5000 espectadores, y luego hicieron lo mismo en San Juan, con una audiencia similar. El concierto programado para el 11 de marzo en San Luis fue suspendido dos horas antes de lo previsto debido a que el lugar no estaba en condiciones de albergar a la cantidad de asistentes esperados. El 21 de abril, se presentaron ante una audiencia de 10,000 personas en el Anfiteatro Pedro Carossi, ubicado en la ciudad de Baradero, Buenos Aires. En este espectáculo, se incorporó la participación de la violinista Fani Corsini, el trompetista Hugo Lobo (de Dancing Mood), y se reintrodujo la percusión a cargo de Juano Falcone. Además, como sorpresa, lanzaron un nuevo demo titulado "Dos Secas". 
El 12 y 13 de mayo, realizaron dos presentaciones en las ciudades de Santa Fe y Reconquista, respectivamente. En Santa Fe, tocaron en el estadio Ángel P. Malvicino, y en Reconquista, en el estadio Platense Porvenir. Ambos eventos se llevaron a cabo sin publicidad en los medios, siendo promocionados únicamente a través de su página web.  A finales de ese mes, después de reprogramar su agenda de conciertos para junio y julio, anunciaron que comenzarían con la preproducción de su primer álbum de estudio. Sin embargo, tras la detención de los músicos de Callejeros, incluyendo a Fontanet y Torrejón, la banda no volvió a subirse a ningún escenario. De esta manera, los conciertos que ofrecieron el 1 y 2 de diciembre de 2012 en Baradero marcaron el final de la banda tal como se conocía hasta entonces.

### 2014-2019: Don Osvaldo
El 15 de enero de 2014, tras varios adelantos proporcionados por Estefanía Miguel (la exesposa y madre de Homero hijo de Patricio Fontanet), la banda confirmó en su página oficial de Facebook la finalización de la primera etapa de lo que sería su primer álbum de estudio. Según lo anunciado en la red social, este álbum contenía catorce canciones, todas ellas ya grabadas en su versión demo.
El 5 de agosto de 2014, la Corte Suprema ordenó la liberación de los músicos imputados en el caso Cromañón. Como resultado, Fontanet y Torrejón salieron de prisión al día siguiente, y la banda pudo reunirse nuevamente.
El 29 de septiembre de ese mismo año, se anunció a través de las redes sociales que el grupo cambiaría su nombre a Don Osvaldo. En la madrugada de ese día, Fontanet hizo una aparición en un recital de la Mona Jiménez y anunció que la banda (ahora con un nuevo nombre) volvería a los escenarios en Córdoba el 12 de noviembre, exactamente cuatro años después de la consolidación de Casi Justicia Social. Además, el sitio web oficial de Don Osvaldo confirmó que habría presentaciones en Santa Fe, Mendoza y Tucumán. También se mencionó la realización de un nuevo disco que ya había sido anunciado meses atrás, con el nombre de "Casi Justicia Social", el mismo nombre que la banda había llevado entre 2010 y 2014.
En 2015, Don Osvaldo realizó su primera gira internacional, con actuaciones en Montevideo, Uruguay, los días 24 y 25 de abril, así como en Santiago de Chile el 15 de agosto. Además, llevaron a cabo una gira por todo el país, lo que marcó el año con más actuaciones en vivo de la banda. A finales de 2015, la banda ya estaba interpretando en directo las canciones de su nuevo álbum. 
El 4 de diciembre de 2015, lanzaron su primer álbum como Casi Justicia Social, que incluía 15 canciones destacadas como "Suerte", "Misterios" y "O no", entre otras. Este disco fue presentado el 16 de enero de 2016 en el anfiteatro de Villa María, Córdoba, y el 24 de enero en el estadio Metropolitano de Rosario.
En abril de 2016, Fontanet y Torrejón fueron condenados a siete y cinco años de prisión, respectivamente, en relación con el caso Cromañón. Torrejón fue liberado poco tiempo después de cumplir dos tercios de su condena, y en mayo de 2018, Fontanet fue puesto en libertad condicional.

#### 2018-2020:Casi Justicia Social II
En junio y julio de 2018, Don Osvaldo regresó a los escenarios con 10 conciertos en la provincia de Córdoba, con entradas agotadas en la mayoría de ellos. En septiembre del mismo año, la banda tocó en Corrientes en dos ocasiones (con 6000 personas por función), así como en Salta y Tucumán. Al mes siguiente, Don Osvaldo ofreció tres conciertos en el Arena Maipú de Mendoza. En octubre de 2018, la banda anunció cuatro presentaciones para cerrar el año, con un público de aproximadamente 9000 personas en el Anfiteatro Pedro Carossi de Baradero.
En enero de 2019, Don Osvaldo brindó un concierto en la Ciudad de la Costa, Uruguay, y en febrero regresaron después de tres años al Festival Cosquín Rock en Córdoba, siendo la banda más destacada del festival con alrededor de 90,000 asistentes. Posteriormente, anunciaron una gira por tres ciudades del Sur Argentino para finales de marzo de ese año, pero todos los conciertos fueron cancelados una semana antes de la fecha programada debido a que Patricio Rogelio Santos Fontanet tuvo que someterse a una operación en las cuerdas vocales.
En octubre, se hizo público el sencillo "Ciegos", el cual sirvió como el primer adelanto del segundo álbum de la banda. En el mismo mes, lanzaron los sencillos "Los dueños", "Espejito, espejito" y "Primeras piedras".
El 3 de diciembre de 2019, la banda lanzó su segundo disco, titulado "Casi Justicia Social II", el cual estuvo disponible en todas las disquerías y rockerías del país. 
Originalmente, para el año 2020 se había programado una gira por todo el país, pero lamentablemente fue suspendida debido a la Pandemia de COVID-19. En ese año la banda lanzó dos sencillos: "Bienvenidos" y "Normal".

#### 2021-act:Flor de Ceibo
No fue sino hasta febrero de 2021 que la banda pudo regresar a los escenarios después de dos años de ausencia. Esto ocurrió en la Plaza de la Música en Córdoba, con  11 presentaciones seguidas. Durante estos conciertos, debutaron varias canciones de su álbum "Casi Justicia Social II", así como sus dos últimos sencillos.
En marzo, la banda viajó a Uruguay con dos conciertos en el Antel Arena de Montevideo, y a finales de ese mes, realizaron cinco presentaciones en la provincia de Santa Fe, en el Anfiteatro Juan de Garay.
A partir de septiembre, la banda volvió a presentarse en Córdoba durante tres noches consecutivas, y en octubre realizaron seis conciertos en el Metropolitano de Rosario. cerraron el año el 30 de diciembre en el festival "No Nos Cuenten Cromañon", marcando así su regreso a la Capital Federal después de 17 años.
En el transcurso del año 2021, presentaron un sencillo titulado "Estampita". Luego, en el año 2022, lanzaron dos nuevos sencillos: "Un Demonio" y "Feliz y Seguro". 
Finalmente, el 30 de diciembre de 2022, la banda lanzó su tercer álbum, titulado Flor de Ceibo, que contiene un total de 11 canciones.
En junio de 2025 la banda lanza su primer DVD oficial, titulado Zona Liberada.

## Integrantes
- Patricio Santos Fontanet: Voz.
- Christian Torrejón: Bajo.
- Álvaro Puentes: Guitarra.
- Luis G.Lamas: Batería.
- Gastón Videla: Guitarra.
- Juan Julio Falcone: Percusión.
- Gabriel Gerez: Teclados.
- Leopoldo Janin: Saxo.
- Enzo Sánchez: Saxo y coros.

## Discografía

### Álbumes de estudio
- Casi justicia social (2015)
- Casi Justicia Social II (2019)
- Flor de Ceibo (2022)

### Sencillos
- Ciegos  (2019)
- Espejito, Espejito  (2019)
- Primeras Piedras  (2019)
- Los Dueños  (2019)
- Bienvenidos (2020)
- Normal (2020)
- Estampita (2021)
- Un Demonio  (2022)
- Feliz y seguro (2022)

### DVD
- Zona Liberada (2025)

## Giras musicales
- Tour Don Osvaldo (2014-2015)
- Tour Casi Justicia Social (2016-2019)
- Gira 2021-2022: Suena Don Osvaldo (2021-2022)
- Gira Mundial Flor de Ceibo (2023-Actualidad)

### Giras con más shows
- Gira Mundial Flor de Ceibo (07/01/2023-Actualidad): 85 shows
- Gira 2021-2022: Suena Don Osvaldo (01/02/2021-03/12/2022): 61 shows
- Tour Don Osvaldo (12/11/2014-08/11/2015): 37 shows
- Tour Casi Justicia Social (16/01/2016-10/02/2019): 27 shows